# 多寶塔

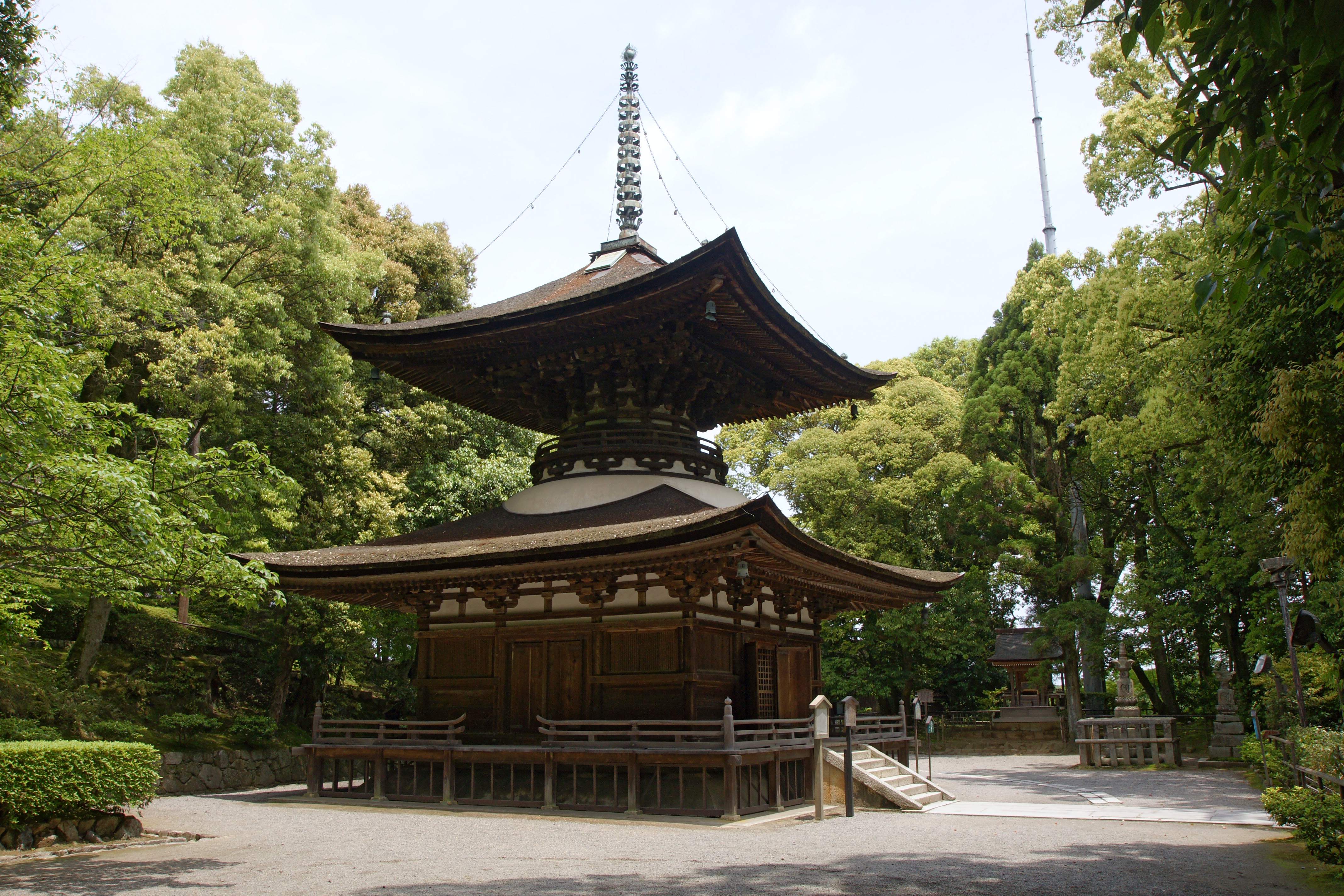
石山寺多寶塔（國寶），鎌倉時代初期，日本最古老的木造多寶塔

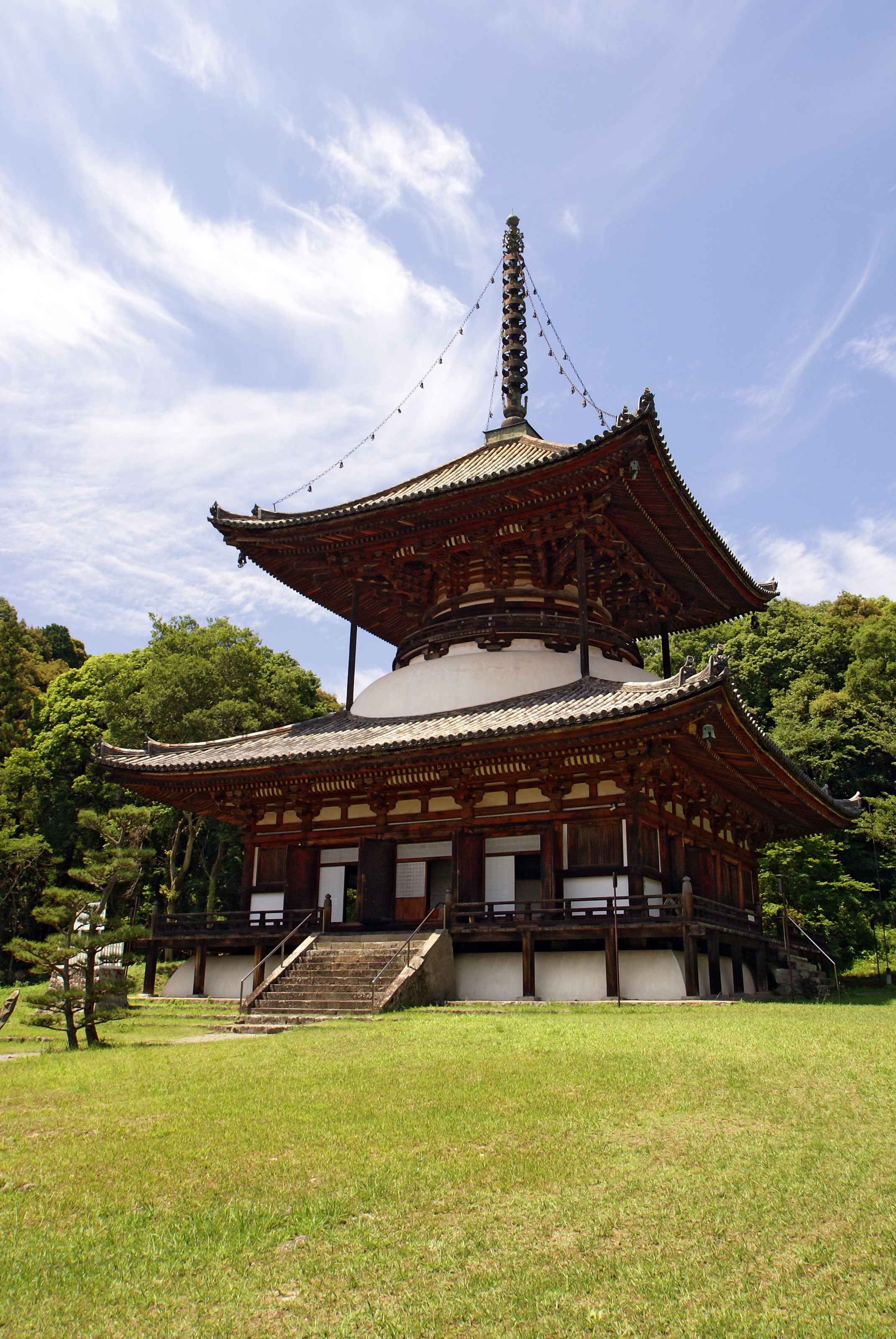
根來寺大塔（國寶），室町時代後期，日本最大的木造多寶大塔

多寶塔，是寺院建築中佛塔的形式之一。而在日本的佛塔建築中，則多見於天台宗、日蓮宗與真言宗的寺院。在各種佛塔建築中，多寶塔顯得很特別，因為它們是二層的建築。多寶塔源自妙法蓮華經見寶塔品第十一卷，多寶佛端座於寶塔中，出現在法華勝會中，法華經曼荼羅最中心，為釋迦佛與多寶佛並座於多寶塔中。